# Epimecia dalmatica
Epimecia dalmatica är en fjärilsart som beskrevs av Max Wilhelm Karl Draudt 1934. Epimecia dalmatica ingår i släktet Epimecia och familjen nattflyn. Inga underarter finns listade i Catalogue of Life.